# Новий Аткуль
Новий Атку́ль (рос. Новый Аткуль, башк. Яңы Аткүл) — присілок у складі Калтасинського району Башкортостану, Росія. Входить до складу Нижньокачмашівської сільської ради.
Населення — 68 осіб (2010; 97 у 2002).
Національний склад:
- башкири — 70 %